# Carves
Carves település Franciaországban, Dordogne megyében. Lakosainak száma 101 fő (2022. január 1.). Carves Cladech, Grives, Veyrines-de-Domme, Pays-de-Belvès, Sagelat, Saint-Germain-de-Belvès és Saint-Amand-de-Belvès községekkel határos.

## Népesség
A település népességének változása:
| Lakosok száma | 153  | 138  | 131  | 112  | 106  | 104  | 104  | 104  | 104  | 101  |
|               | 1968 | 1982 | 1990 | 2006 | 2013 | 2015 | 2017 | 2019 | 2020 | 2022 |